# 阿久根大島
阿久根大島（あくねおおしま）は、鹿児島県阿久根市の沖合いおよそ3kmに浮かぶ周囲およそ4kmの無人島で、阿久根市の重要な観光スポットとなっている。島の名は元来「大島」であったが他の「大島」との区別のため「阿久根」を冠して「阿久根大島」と呼ばれることも多い。阿久根県立自然公園に属する。

## 概要
無人島ではあるが島内には海の家、バンガロー、貸しテントやキャンプ場などの宿泊施設や「日本の水浴場55選」「日本の水浴場88選」「快水浴場百選」に選定された海水浴場などがある。このため、マリンスポーツのメッカともいえる状態になっている。島には野生のマゲシカが140頭ほど生息しており観光客がそれを見て喜ぶ姿も見られる。島の面積のほとんどを占める松林は21世紀に残したい日本の名松100選に選出されている。主に夏季（7月〜8月）に観光客が多い。

## アクセス
阿久根大島渡船場より南国海運の渡航船でおよそ10分。渡船場までは、
- 自家用車の場合は駐車場有り
- 肥薩おれんじ鉄道阿久根駅下車後、徒歩10分ほど。
  - または同駅前にある阿久根駅前バス停より南国交通バス阿久根新港行きに乗り終点の阿久根新港で下車。